# 徐英年
徐英年，江苏省金坛县人。贵阳地球化学研究所研究生，曾任贵州省革命委员会委员、常委、党的核心小组成员，中共贵州省委委员。1982年12月被判有期徒刑六年，剥夺政治权利二年。